# 西村麗子
西村 麗子（にしむら れいこ、1974年1月6日 - ）は日本で活動していた元ミュージカル俳優である。元劇団四季所属。神奈川県藤沢市出身。

## 来歴
6歳の時にバレエを始め、湘南白百合学園小学校を経て湘南白百合学園中学校と同高等学校を卒業する。高校卒業後は玉川大学芸術学科演劇専攻で学び、1996年に劇団四季に入団した。クレイジー・フォー・ユーのルイーズ役が初舞台出演となり、その後も多くの作品に出演していた。2012年12月24日のキャッツ広島公演のボンバルリーナ役に出演したのを最後に劇団四季を退団し、現役を引退した。

## 主な出演作品
- クレイジー・フォー・ユー（ルイーズ）
- 夢から醒めた夢（アンサンブル）
- ミュージカル異国の丘（ナターシャ）
- ライオン・キング（サラビ）
- オンディーヌ（裸のビーナス）
- キャッツ（ボンバルリーナ)